# 半蒴苣苔
半蒴苣苔（学名：Hemiboea henryi）为苦苣苔科半蒴苣苔属下的一个种。

## 扩展阅读
- 維基物種上的相關：半蒴苣苔